# سایه‌ماهی
سایه‌ماهی (نام علمی: Argyrosomus regius) نام یک گونه از سرده سایه‌ماهی‌ها است.